# Lipovec (Pardubice)
Lipovec é uma comuna checa localizada na região de Pardubice, distrito de Chrudim.